# ستيوارت كوفمان
ستيوارت كوفمان (بالإنجليزية: Stuart Kauffman)‏ هو أستاذ جامعي وأحيائي أمريكي، ولد في 28 سبتمبر 1939.

## وصلات خارجية
- الموقع الرسمي